# برایان (اوهایو)
برایان(به انگلیسی: Bryan) شهری در ایالت اوهایو کشور ایالات متحده آمریکا است که جمعیت آن در سرشماری سال ۲۰۱۰ میلادی، ۸٬۵۴۵ نفر بوده‌است.